# Episteme lectrix
Episteme lectrix là một loài bướm đêm trong họ Noctuidae.